# Pristina kerület
Pristina kerület (albán nyelven: Qarku i Prishtinës; szerb nyelven: Приштински округ, Prištinski okrug) Koszovó egyik közigazgatási régiója, melynek központja a főváros, Pristina.

## Közigazgatási beosztása
Pristina kerület az alábbi községekből áll:
- Pristina
- Glogovac
- Kosovo Polje
- Lipljan
- Novo Brdo
- Obilić
- Podujevo
- Gračanica

## Etnikai felosztás
1991-ben albán többségű közigazgatási egységek voltak: Pristina (88,63%), Obilić (80,31%), Kosovo Polje (82,63%), Lipljan (79,36%), Podujevo (98,91%), and Glogovac (99,87%). Novo Brdo szerb-montenegói többségű (58,12%) volt 1991-ben.
A 2011-es népszámlálás alapján az albánok többségben voltak: Pristina (97,8%), Glogovac (99,9%), Podujevo (98,9%), Lipljan (94,6%), Obilić (92,1%), Kosovo Polje (86,9%) és Novo Brdo (52,4%) közigazgatási egységekben. A szerb többségű Gračanica (Gracanica) népességében a szerb többség 67,5%-ot tett ki.
Az etnikai összetétel alakulása a 2011-es népszámlálás adatainak tükrében:

## Postai irányítószámok
| Koszovó postai irányítószámai - 10000 Priština                                             |                      |                        |                |
| Kerület                                                                                    | Közigazgatási egység | Helység                | Irányítószámok |
| Pristina                                                                                   | Pristina             | Pristina               | 10000          |
| Pristina                                                                                   | Pristina             | Pristina 1             | 10010          |
| Pristina                                                                                   | Pristina             | Transit Postai központ | 10020          |
| Pristina                                                                                   | Pristina             | Pristina 3             | 10030          |
| Pristina                                                                                   | Pristina             | Pristina 4             | 10040          |
| Pristina                                                                                   | Pristina             | Pristina 5             | 10050          |
| Pristina                                                                                   | Pristina             | Pristina 6             | 10060          |
| Pristina                                                                                   | Pristina             | Pristina 7             | 10070          |
| Pristina                                                                                   | Pristina             | Pristina 8             | 10080          |
| Pristina                                                                                   | Pristina             | Pristina 9             | 10090          |
| Pristina                                                                                   | Pristina             | Pristina 10            | 10100          |
| Pristina                                                                                   | Pristina             | Pristina 11            | 10110          |
| Pristina                                                                                   | Pristina             | Pristina 12            | 10120          |
| Pristina                                                                                   | Pristina             | Pristina 13            | 10130          |
| Pristina                                                                                   | Pristina             | Gračanica              | 10500          |
| Pristina                                                                                   | Pristina             | Ajvalija               | 10510          |
| Pristina                                                                                   | Pristina             | Devet Jugovic          | 10520          |
| Pristina                                                                                   | Pristina             | Kačikol                | 10530          |
| Pristina                                                                                   | Podujevo             | Podujevo               | 11000          |
| Pristina                                                                                   | Podujevo             | Luzane                 | 11050          |
| Pristina                                                                                   | Podujevo             | Orlane                 | 11060          |
| Pristina                                                                                   | Podujevo             | Krpimej                | 11070          |
| Pristina                                                                                   | Kosovo Polje         | Kosovo Polje           | 12000          |
| Pristina                                                                                   | Kosovo Polje         | Kosovo Polje           | 12010          |
| Pristina                                                                                   | Kosovo Polje         | Velika Slatina         | 12050          |
| Pristina                                                                                   | Glogovac             | Glogovac               | 13000          |
| Pristina                                                                                   | Glogovac             | Komorane               | 13050          |
| Pristina                                                                                   | Lipljan              | Lipljan                | 14000          |
| Pristina                                                                                   | Lipljan              | Janjevo                | 14050          |
| Pristina                                                                                   | Lipljan              | Magura                 | 14060          |
| Pristina                                                                                   | Obilić               | Obilić                 | 15000          |
| Pristina                                                                                   | Obilić               | Muzakaj                | 15050          |
| Pristina                                                                                   | Novo Brdo            | Novo Brdo              | 16000          |
| Forrás: Koszovói Posta és Telekomnunikációs vállala (PTK) List of postal codesPDF(199 KiB) |                      |                        |                |

## Fordítás
Ez a szócikk részben vagy egészben  a   District of Pristina című angol Wikipédia-szócikk ezen változatának fordításán alapul.  Az eredeti cikk szerkesztőit annak laptörténete sorolja fel. Ez a jelzés csupán a megfogalmazás eredetét és a szerzői jogokat jelzi, nem szolgál a cikkben szereplő információk forrásmegjelöléseként.